# Panoramix
 (mars 2022).
Si vous disposez d'ouvrages ou d'articles de référence ou si vous connaissez des sites web de qualité traitant du thème abordé ici, merci de compléter l'article en donnant les références utiles à sa vérifiabilité et en les liant à la section « Notes et références ».
Panoramix est le principal druide de la bande dessinée Astérix, de René Goscinny et Albert Uderzo.

## Identité

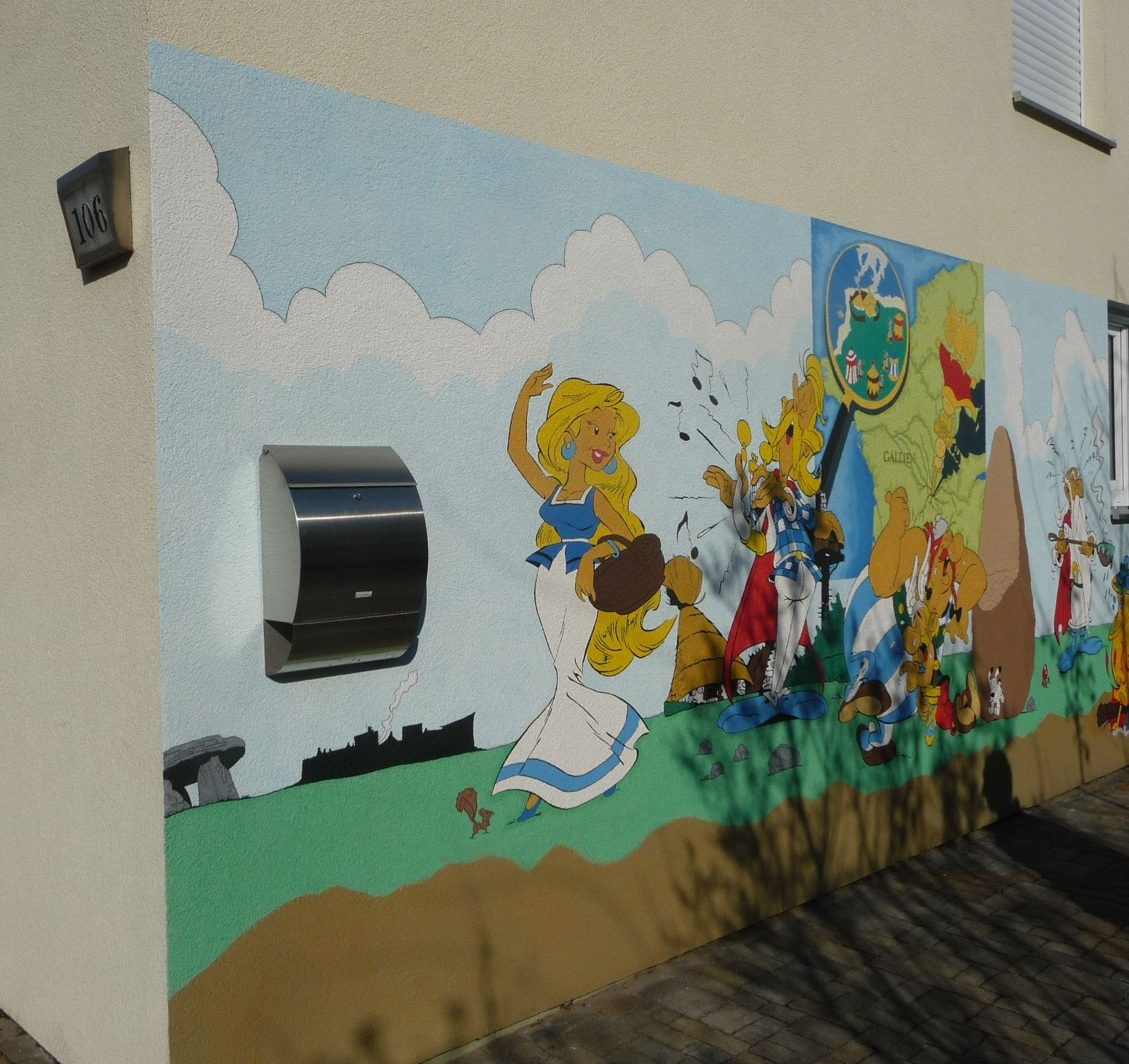
Panoramix (à droite) avec d'autres personnages de la série. Fresque à Ludwigshafen, en Allemagne.

- Le personnage de Panoramix est présent depuis la première BD d'Astérix.
- C'est le druide du village d'Astérix, pour qui il prépare la potion magique. Cette potion donne une force exceptionnelle pendant un certain temps à celui qui la boit. Obélix n'a pas droit à la potion magique car il est tombé dedans quand il était petit, et les effets de la potion sont permanents chez lui. Mais, dans Astérix et Cléopâtre, Panoramix l'autorise à en boire quelques gouttes pour faire sortir ses amis de la pyramide.
- Savant et philosophe, il est toujours consulté avant toutes les aventures et est le plus sage, informé et intelligent du village. Son QI estimé serait de 165. Respecté par tous les Gaulois, il est craint des Romains qui tentent plusieurs fois de le capturer.
- Son nom vient de "panoramique, avec le suffixe -ix qui caractérise le nom des Gaulois dans la série.
- Sa barbe a tendance à s'allonger au fil des épisodes.
- Il est torturé par les Romains (on lui chatouille les pieds nus avec une plume) pour livrer sa formule magique, mais jamais il ne la livrera. Comme il le dit : « Le secret de la potion magique ne peut se transmettre que de bouche de druide à oreille de druide et ne peut servir à l'attaque ».
- On ne sait pas son âge véritable, mais il apparaît âgé à la naissance d'Astérix et Obélix dans Astérix et la Rentrée gauloise où il a déjà sa barbe blanche ; il vit toujours au village cinquante ans après les aventures des héros dans L'Anniversaire d'Astérix et Obélix - Le Livre d'or, où sa barbe est devenue très longue et où il se déplace à l'aide d'un bâton.
- Il a un arrière-grand-père, Mathusalix, druide lui aussi, âgé de presque 200 ans, qui apparaît dans le film Astérix et Obélix contre César et qui lui aurait transmis le secret de la potion magique.

## Première apparition
Panoramix apparaît dès le premier album Astérix le Gaulois et par la suite dans tous les albums (à l'exception de Les Lauriers de César bien qu'il y figure au banquet final), son rôle essentiel dans le village d'Astérix en faisant un des personnages les plus importants. Il joue un rôle important dans beaucoup d'albums, mais il a une place centrale dans certains comme Le Combat des chefs.

## Hutte
Panoramix habitait dans une grotte en pleine forêt dans le premier album (Astérix le Gaulois); dans les suivants, il vit au village gaulois dans une hutte avec un toit en poutres recouvert de chaume. La façade est en pierres, percée d'une porte. La cheminée avec la marmite où il prépare ses potions se trouve au fond de la pièce.

## Mixtures magiques

### Fameuse potion magique

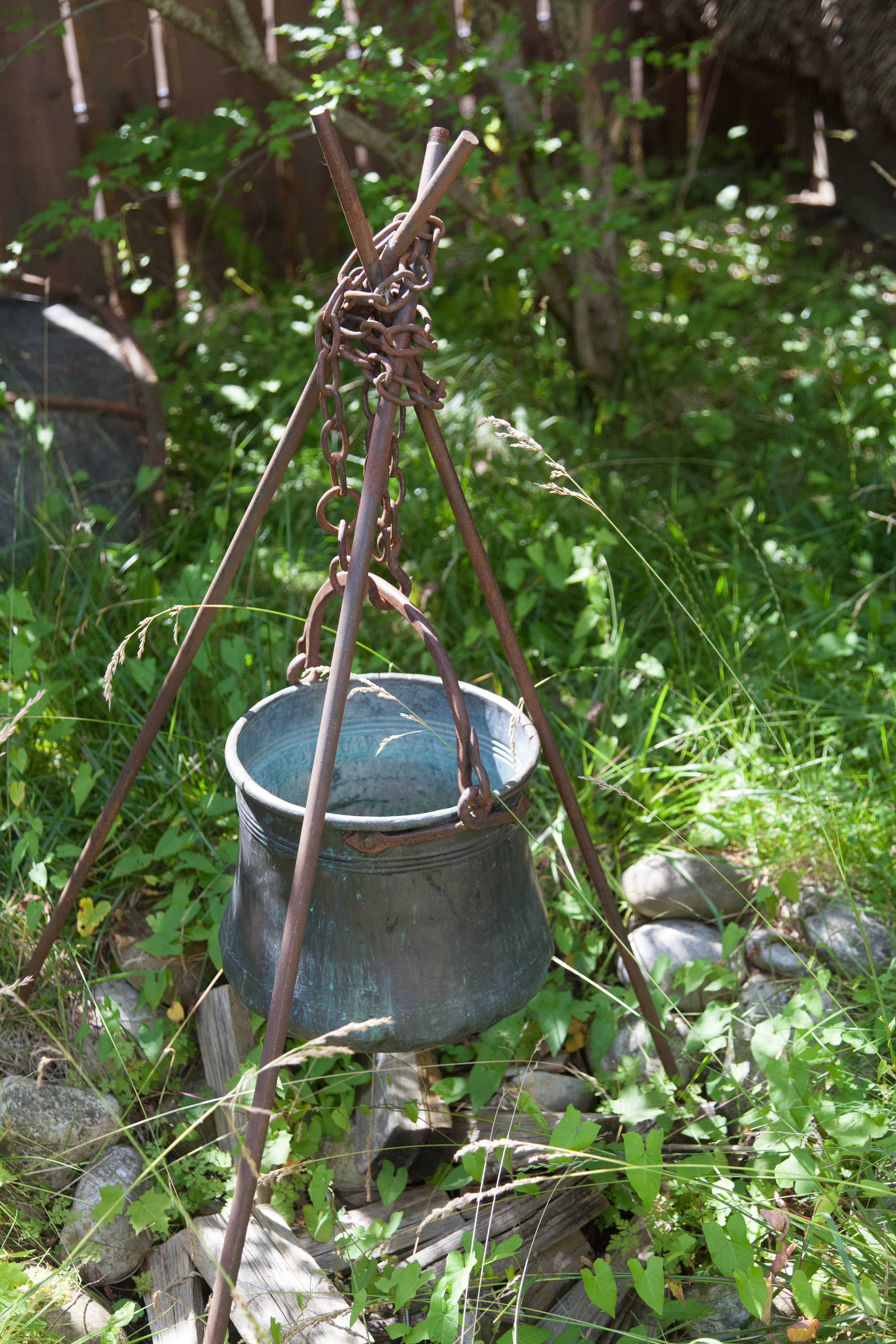
La marmite à la potion (studios Bavaria).

La composition de la potion magique est tenue rigoureusement secrète. Les rares ingrédients dévoilés dans les albums sont :
- L'huile de roche (c'est-à-dire le pétrole), ingrédient nécessaire au point que le marchand phénicien qui approvisionne le druide régulièrement mettra le village en danger - et fera tomber Panoramix en apoplexie - en oubliant ce produit dans L'Odyssée d'Astérix. Mais à cette occasion, Panoramix découvrira que le jus de betterave peut le remplacer, donnant en outre un meilleur goût ;
- Le gui, que Panoramix charge Obélix d'aller cueillir dans La Zizanie. Il ne peut être cueilli qu'avec une serpe d'or, ce qui posera problème dans La Serpe d'or ;
- Le poisson raisonnablement frais, pour lequel il envoie Astérix et Obélix à la pêche dans La Grande Traversée ;
- Le homard, qui n'est pas indispensable, mais qui donne meilleur goût.
- Une ou des Edelweiss, fleurs alpines probablement pas encore protégées à l'époque ;
- Dans le film Astérix et Obélix contre César, la potion peut être améliorée en y ajoutant du lait de licorne à deux têtes, créant ainsi des clones ayant une force surhumaine.
- Dans le jeu vidéo Astérix Maxi-Delirium, une épreuve consiste à rassembler divers éléments manquant à Panoramix pour la potion magique : du gui, mais aussi des œufs, des champignons, des feuilles de houx, des roses, des tournesols, du poisson, du myosotis ainsi que du homard.
- Dans les films d'animation d'Alexandre Astier et Louis Clichy, la potion magique n'est achevée est fonctionnelle qu'une fois que Panoramix y a mis un ingrédient secret, caché dans le manche de sa serpe d'or.

### Ses autres recettes
- Une lotion capillaire extrêmement puissante qui fait pousser rapidement et sans fin la barbe et les cheveux (Astérix le Gaulois)
- Une potion rendant léger comme l'air celui qui en boit, inventée par hasard dans un moment de folie du druide (Le Combat des chefs)
- Une potion changeant la couleur de peau de celui qui la boit, également inventée par hasard et dans les mêmes conditions (Le Combat des chefs)
- Un antidote et un anti-poison (Astérix et Cléopâtre, Astérix chez les Helvètes)
- Des glands traités pour faire pousser un arbre en quelques secondes (Le Domaine des dieux) ; on voit aussi des graines de palmier ayant les mêmes propriétés dans le film Astérix et Obélix : Mission Cléopâtre[1].
- Un revitalisant dont l'effet secondaire est l'amnésie (Le Grand Fossé). La consommation de cet élixir interdit celle de potion magique sous peine de graves effets secondaires : le corps gonfle comme une baudruche et prend la consistance d'une balle rebondissante, puis rapetisse pour ne plus mesurer que quelques centimètres. Ces effets sont temporaires.

## Panoramix dans le monde
Comme pour beaucoup de personnages de la série, son nom est modifié dans les versions étrangères. Il est appelé Panoramix en russe, portugais, néerlandais, espagnol, catalan et italien, mais :
- Akvavitix en finnois (d'après l'alcool nordique Aquavit)
- Getafix en anglais (get a fix, "se prendre une dose (de médicament ou de drogue)")
- Miraculix en allemand
- Аспириникс (Aspiriniks) en serbe
- Büyüfiks en turc
- Magicoturmix en hongrois
- हकीम वैधिक्स (Hakeem Vaidhix) en hindî
- Etashetamix en bengali
- Sjóðríkur en islandais
- אשפיקס (Ashafix) en hébreu
- Miraklomiks en espéranto
- Marschmeramix (tu me fais une mixture) en alsacien

## Médias

### Adaptations au cinéma

#### Films d'animation
Plusieurs comédiens de doublage ont prêté leurs voix à Panoramix :
- 1967 : Astérix le Gaulois avec Lucien Raimbourg.
- 1968 : Astérix et Cléopâtre avec Lucien Raimbourg.
- 1976 : Les Douze Travaux d'Astérix avec Henri Virlogeux.
- 1985 : Astérix et la Surprise de César avec Henri Labussière.
- 1986 : Astérix chez les Bretons avec Henri Labussière.
- 1989 : Astérix et le Coup du Menhir avec Henri Labussière.
- 1994 : Astérix et les Indiens avec Henri Labussière.
- 2006 : Astérix et les Vikings avec Vania Vilers.
- 2014 : Astérix : Le Domaine des dieux avec Bernard Alane.
- 2018 : Astérix : Le Secret de la potion magique avec Bernard Alane.

#### Films en prises de vues réelles
- 1999 : Astérix et Obélix contre César, il est interprété par Claude Piéplu.
- 2002 : Astérix et Obélix : Mission Cléopâtre, il est interprété par Claude Rich.
- 2008 : Astérix aux Jeux olympiques, il est interprété par Jean-Pierre Cassel.

Bien que Panoramix ne soit que mentionné dans le quatrième film Astérix et Obélix : Au service de Sa Majesté, sorti en 2012, il est crédité dans le générique de fin, comme étant interprété par László Baranyi.
- 2023 : Astérix et Obélix : L'Empire du Milieu, il est interprété par Pierre Richard

### Séries d'animation
- 2025 : Astérix et Obélix : Le Combat des chefs avec Thierry Lhermitte.

#### Attractions au Parc Astérix
Au sein du célèbre parc d'attractions, l'image de Panoramix est très présente et le personnage possède même un théâtre à son nom, certains spectacles qui s'y sont joués l'ayant directement mis en scène. Sa hutte est également présente dans la reconstitution du Village Gaulois, celle-ci étant parfois ouverte au public et le druide y apparait sous la forme d'un automate dans une mise en scène de la préparation de la Potion Magique.
Lors de l'ouverture, une attraction le mettait en scène : La Balade d'Astérix. Celle-ci comportait en effet de nombreuses animatroniques et plusieurs représentaient le célèbre livreur de menhirs. Toutefois, l'attraction a été remaniée en 1999, devenant Épidemaïs Croisières, et le célèbre druide devient alors moins présent sur le parcours, laissant la place à plus de personnages de l'univers de la série. Encore visible jusqu'en 2013 à la fin de la zone couverte de l'attraction, d'abord sous la forme d'une statue qui obtiendra du mouvement comme tant d'autres en 2010 mais une projection murale en relief s'y substitue en 2014, le personnage étant désormais totalement absent de cette attraction.
Panoramix est également représenté sur les décorations du Carrousel de César (ouverte en 1989) et des Chaudrons (en 1990).
La nouveauté 2019 du Parc est Attention Menhir, un film d'animation, réalisé par François-Xavier Aubague et Arnaud Bouron, projeté dans un nouveau cinéma 4-D. Ce dernier prend place dans le Cinématographe situé dans La Rue de Paris, renommé pour l'occasion Les Studios Idéfix, en référence aux studios du même nom. Le style graphique de ce film d'animation est basé sur les deux films réalisés par Alexandre Astier et Louis Clichy. La distribution vocale des principaux personnages du village est sensiblement la même que dans ces films, Panoramix retrouvant ainsi la voix de Bernard Alane.

### CD albums
- Au début des années soixante, Astérix et Obélix furent les vedettes de deux trente-trois tours produits par la firme Festival où apparaissent de nombreux autres personnages dont Panoramix :
  - Astérix le Gaulois, réalisé par Jacques Garnier et Gérard Barbier, avec Guy Pierrauld (Astérix) et Albert Augier (Obélix).
  - La Serpe d'or, réalisé par Jacques Garnier et Gérard Barbier, avec Guy Pierrauld (Astérix) et Albert Augier (Obélix). Avec aussi Paul Préboist (Amérix + le récitant).
- En 1966, c'est la firme Philips qui produisit un trente-trois tours présentant une aventure originale :
  - Le Menhir d'or, réalisé par Henri Gruel, avec Roger Carel (Astérix), Jacques Morel (Obélix), Jacques Jouanneau (Assurancetourix), Alain Mottet (Panoramix), Pierre Tornade (Abraracourcix).

- Les trois films adaptés au cinéma ont fait l'objet de bandes-originales :
  - Astérix et Obélix contre César, écrit et composé par Jean-Jacques Goldman et Roland Romanelli (1999).

### Jeux vidéo
Panoramix est bien sûr présent dans la plupart des jeux vidéo adaptés de la bande dessinée :
- Astérix and the Great Rescue, 1993 développé par Core Design et édité par Sega : Panoramix a été enlevé avec Idéfix, et Astérix et Obélix doivent les retrouver.
- Astérix et Obélix contre César, 1999 développé par Tek 5 et édité par Cryo Interactive : il donne une force accrue à Astérix en lui donnant de la potion magique comme Falbala pour Obélix avec ses baisers.
- Astérix : La Bataille des Gaules, 1999 développé et édité par Infogrames : Panoramix envoie Astérix et Obélix à la recherche d'ingrédients pour une nouvelle potion disséminés dans toute la Gaule qu'il faut reconquérir.
- Astérix Maxi-Delirium, 2001 développé et édité par Infogrames : Panoramix charge les participants au tournoi d'Abraracourcix d'aller dans la forêt chercher les ingrédients qui lui manquent pour sa potion lors de la première journée.

Et il tient notamment un rôle important dans les trois jeux développés par Étranges Libellules et édités par Atari :
- Astérix et Obélix XXL, 2004 : il est le premier prisonnier à libérer par Astérix et Obélix en Gaule.
- Astérix et Obélix XXL 2 : Mission Las Vegum, 2005 : il est enlevé avec trois autres druides et conduit au parc de Las Vegum.
- Astérix aux Jeux olympiques, 2007 : il prend l'apparence physique d'un personnage de la bande dessinée en 2D victime des méfaits de Brutus. C'est aussi un personnage jouable dans le mode olympique.